# Alter Ego (альбом)
Alter ego — концертный альбом и DVD российской панк-рок-группы «Наив». Записан 13 апреля 2007 года на концерте группы, завершавшем тур в поддержку альбома «Обратная сторона любви», в московском клубе «Тень». Выпущен 1 декабря 2007 года. Премьерный просмотр DVD состоялся двумя неделями ранее, 17 ноября 2007 года в клубе «Тень», где за полгода до этого и был записан альбом.

## Список композиций
| №   | Название | Длительность |
| --- | --- | ------------ |
| 1.  | «G8» | 2:10         |
| 2.  | «Что нам делать?»                                                                                                  | 3:34         |
| 3.  | «Я спокоен» | 2:57         |
| 4.  | «Думаешь нет — говоришь да»                                                                                        | 3:18         |
| 5.  | «Измена» | 4:36         |
| 6.  | «Рок» | 3:01         |
| 7.  | «Ветхие заветы» (Зима, Вася, А в цеху его нет, Крошка, Танки-Панки, Straight Edge, Я ложусь спать, Постоянно дуют) | 9:37         |
| 8.  | «Схема» | 3:07         |
| 9.  | «Часики» (кавер-версия Валерии)                                                                                    | 3:46         |
| 10. | «Н.Н.Н.Н.З.» | 5:42         |
| 11. | «Не могу забыть тебя» (перепевка "Always on My Mind")                                                              | 2:25         |
| 12. | «Ненависть» | 4:04         |
| 13. | «Иллюзия свободы»                                                                                                  | 5:36         |
| 14. | «Я не шучу» | 3:23         |
| 15. | «Я не знаю» (Акустика)                                                                                             | 4:13         |
| 16. | «Се ля ви» | 3:59         |
| 17. | «Суперзвезда» | 5:01         |
| 18. | «Моё сердце (не остановилось)»                                                                                     | 4:58         |
| 19. | «Надейся на себя» (Бонус-трек)                                                                                     | 3:37         |
| 20. | «Воспоминания о былой любви» (Бонус-трек, кавер-версия «Король и Шут»)                                             | 5:06         |

## Участники записи
Группа «Наив»
- Александр «Чача» Иванов — вокал
- Дмитрий «Снэйк» Хакимов — ударные, перкуссия
- Николай Богданов — бас-гитара, бэк-вокал, вокал, клавишные
- Валерий Аркадин — гитары, бэк-вокал, вокал

Специальные гости
- Блондинка КсЮ — вокал
- Павел Гонин — вокал
- Евгений Марченко — Элвис Пресли